# Campionati europei di corsa campestre 2024
I XXX campionati europei di corsa campestre si sono tenuti l'8 dicembre 2024 a Adalia. È stata la più importante manifestazione europea di corsa campestre nel 2024 per le categorie assoluta, under 23 e under 20.
Il 12 novembre 2022, durante un consiglio a Varsavia, ha ufficialmente annunciato che Adalia avrebbe ospitato gli Europei di corsa campestre nel 2024.
La città turca ha ospitato, sempre nel 2024, i campionati del mondo a squadre di marcia.

## Nazioni
- Albania (1)
- Andorra (4)
- Atleti Rifugiati (2)
- Austria (9)
- Azerbaigian (2)
- Belgio (30)
- Bulgaria (1)
- Cipro (1)

- Danimarca (19)
- Estonia (9)
- Finlandia (6)
- Francia (35)
- Germania (21)
- Gibilterra (4)
- Gran Bretagna (44)

- Grecia (1)
- Irlanda (36)
- Islanda (1)
- Italia (42)[4]
- Lettonia (11)
- Lituania (8)
- Lussemburgo (1)
- Malta (2)
- Moldavia (2)
- Monaco (1)
- Norvegia (17)
- Paesi Bassi (22)

- Polonia (16)
- Portogallo (39)
- Rep. Ceca (8)
- Romania (15)
- Serbia (8)
- Slovacchia (5)
- Slovenia (8)
- Spagna (44)
- Svezia (20)
- Svizzera (14)
- Turchia (42)
- Ucraina (17)
- Ungheria (5)

## Gare
| Categoria | Uomini | Donne  |
| --------- | ------ | ------ |
| Senior    | 8 km   | 8 km   |
| Under 23  | 7 km   | 7 km   |
| Under 20  | 4,8 km | 4,8 km |

| Categoria | Mista |
| --------- | ----- |
| Staffetta | 6 km  |

## Risultati[5]

### Seniores

#### Maschili
Individuale
| Pos.    | Atleta               | Nazione     | Tempo (m's") |
| ------- | -------------------- | ----------- | ------------ |
| Oro     | Jakob Ingebrigtsen   | Norvegia    | 22'16"       |
| Argento | Yemaneberhan Crippa  | Italia      | 22'24"       |
| Bronzo  | Thierry Ndikumwenayo | Spagna      | 22'31"       |
| 4       | Isaac Kimeli         | Belgio      | 22'34"       |
| 5       | Andreas Almgren      | Svezia      | 22'34"       |
| 6       | Yann Schrub          | Francia     | 22'35"       |
| 7       | Nassim Hassaous      | Spagna      | 22'44"       |
| 8       | Abdessamad Oukhelfen | Spagna      | 22'45"       |
| 9       | Rory Leonard         | Regno Unito | 22'45"       |
| 10      | Adel Mechaal         | Spagna      | 22'47"       |

Squadre
| Pos.    | Atleta      | Punti |
| ------- | ----------- | ----- |
| Oro     | Spagna      | 18 p. |
| Argento | Belgio      | 37 p. |
| Bronzo  | Regno Unito | 39 p. |

#### Femminili
Individuale
| Pos.    | Atleta                  | Nazione       | Tempo (m's") |
| ------- | ----------------------- | ------------- | ------------ |
| Oro     | Nadia Battocletti       | Italia        | 25'43"       |
| Argento | Konstanze Klosterhalfen | Germania      | 25'54"       |
| Bronzo  | Yasemin Can             | Turchia       | 26'01"       |
| 4       | Delvine Relin Meringor  | Romania       | 26'03"       |
| 5       | Jana Van Lent           | Belgio        | 26'04"       |
| 6       | Mariana Machado         | Portogallo    | 26'13"       |
| 7       | Sarah Lahti             | Svezia        | 26'16"       |
| 8       | Manon Trapp             | Francia       | 26'17"       |
| 9       | Flavie Renouard         | Francia       | 26'19"       |
| 10      | Kate Axford             | Gran Bretagna | 26'20"       |

Squadre
| Pos.    | Atleta        | Punti |
| ------- | ------------- | ----- |
| Oro     | Italia        | 33 p. |
| Argento | Gran Bretagna | 36 p. |
| Bronzo  | Belgio        | 46 p. |

#### Misti
Staffetta
| Pos.    | Atleta                                                                  | Tempo (m's") |
| ------- | ----------------------------------------------------------------------- | ------------ |
| Oro     | Italia Sebastiano Parolini Marta Zenoni Sintayehu Vissa Pietro Arese    | 18'02"       |
| Argento | Francia Antonie Senard Emilie Girard Agathe Guillemot Siomn Bedard      | 18'02"       |
| Bronzo  | Gran Bretagna Joshua Lay Maddie Deadman Elise Throner Tyler Bilyard     | 18'02        |
| 4       | Paesi Bassi Robin van Riel Dagmar Smid Marissa Damink Stefan Nillessen  | 18'12        |
| 5       | Spagna Jesus Gomez Marta Pérez Esther Guerrero Adrian Ben               | 18'27"       |
| 6       | Polonia Michał Groberski Martyna Galant Magdalena Breza Filip Rak       | 18'32"       |
| 7       | Belgio Ziad Audah Mayriska Parewyck Eline Dalemans Tibaut Vandelannoote | 18'33"       |
| 8       | Turchia İbrahim Erata Gamze Bulut Tuğba Toptaş Uğur Kemal Derin         | 19'04"       |
| 9       | Portogallo José Carlos Pinto Patricia Silva Marta Castro Rodrigo Lima   | 19'04"       |
| 10      | Ucraina Vadim Lonskiy Tetiana Chornovol Alina Korsunska Vasyl Sabunyak  | 19'23"       |
| 11      | Andorra Pol Moya Carles Gomez Lozano Aina Cinca Bons Jeanne Cros        | 19'58"       |

### Under 23

#### Maschili
Individuale
| Pos.    | Atleta             | Nazione     | Tempo (m's") |
| ------- | ------------------ | ----------- | ------------ |
| Oro     | Will Barnicoat     | Regno Unito | 18'27"       |
| Argento | Nicholas Griggs    | Irlanda     | 18'28"       |
| Bronzo  | David Stone        | Regno Unito | 18'31"       |
| 4       | Andrii Atamaniuk   | Ucraina     | 18'35"       |
| 5       | Luc Le Baron       | Francia     | 18'38"       |
| 6       | Konjoneh Maggi     | Italia      | 18'41"       |
| 7       | Joel Ibler Lillesø | Danimarca   | 18'43"       |
| 8       | Kevin Kamenschak   | Austria     | 18'46"       |
| 9       | Pierre Boudy       | Francia     | 18'47"       |
| 10      | Martin Perrin      | Francia     | 18'49"       |

Squadre
| Pos.    | Atleta      | Punti |
| ------- | ----------- | ----- |
| Oro     | Regno Unito | 17 p. |
| Argento | Francia     | 24 p. |
| Bronzo  | Danimarca   | 42 p. |

#### Femminili
Individuale
| Pos.    | Atleta          | Nazione       | Tempo (m's") |
| ------- | --------------- | ------------- | ------------ |
| Oro     | Phoebe Anderson | Gran Bretagna | 21"16"       |
| Argento | María Forero    | Spagna        | 21'21"       |
| Bronzo  | Ilona Mononen   | Finlandia     | 21'24"       |
| 4       | Pia Schlattmann | Germania      | 21'35"       |
| 5       | Camille Place   | Francia       | 21'35"       |
| 6       | Mia Waldmann    | Gran Bretagna | 21'38"       |
| 7       | Laura Mooney    | Irlanda       | 21'48"       |
| 8       | Pelinsu Şahin   | Turchia       | 21'59"       |
| 9       | Olimpia Breza   | Polonia       | 22'00"       |
| 10      | Blanka Dörfel   | Germania      | 22'02"       |

Squadre
| Pos.    | Atleta        | Punti |
| ------- | ------------- | ----- |
| Oro     | Gran Bretagna | 24 p. |
| Argento | Turchia       | 38 p. |
| Bronzo  | Germania      | 40 p. |

### Under 20

#### Maschili
Individuale
| Pos.    | Atleta                  | Nazione       | Tempo (m's") |
| ------- | ----------------------- | ------------- | ------------ |
| Oro     | Niels Laros             | Paesi Bassi   | 14'07"       |
| Argento | George Couttie          | Gran Bretagna | 14'09"       |
| Bronzo  | Andreas Fjels Halvorsen | Norvegia      | 14'16"       |
| 4       | Magnus Øyen             | Norvegia      | 14'16"       |
| 5       | Karl Ottfalk            | Svezia        | 14'18"       |
| 6       | Ishak Dahmani           | Francia       | 14'19"       |
| 7       | Ali Tunç                | Turchia       | 14'20"       |
| 8       | Juan Zijderlaan         | Paesi Bassi   | 14'21"       |
| 9       | Sem Serrano             | Belgio        | 14'23"       |
| 10      | Kristian Bråthen Børve  | Norvegia      | 14'23"       |

Squadre
| Pos.    | Atleta      | Punti |
| ------- | ----------- | ----- |
| Oro     | Norvegia    | 17 p. |
| Argento | Paesi Bassi | 20 p. |
| Bronzo  | Francia     | 40 p. |

#### Femminili
Individuale
| Pos.    | Atleta                       | Nazione       | Tempo (m's") |
| ------- | ---------------------------- | ------------- | ------------ |
| Oro     | Innes Fitzgerald             | Gran Bretagna | 15'47"       |
| Argento | Jess Bailey                  | Gran Bretagna | 15'58"       |
| Bronzo  | Sofia Thøgersen              | Danimarca     | 16'03"       |
| 4       | Julia Ehrle                  | Germania      | 16'03"       |
| 5       | Jade Le Corre                | Francia       | 16'18"       |
| 6       | Eleanor Strevens             | Gran Bretagna | 16'28"       |
| 7       | Wilma Bekkemoen Torbiörnsson | Norvegia      | 16'33"       |
| 8       | Shirin Kerber                | Svizzera      | 16'37"       |
| 9       | Margot Dajoux                | Francia       | 16'38"       |
| 10      | Fabienne Müller              | Svizzera      | 16'39"       |

Squadre
| Pos.    | Atleta        | Punti |
| ------- | ------------- | ----- |
| Oro     | Gran Bretagna | 9 p.  |
| Argento | Francia       | 39 p. |
| Bronzo  | Italia        | 44 p. |